# Ничлава
Ничлава (укр. Нічлава) — река в Тернопольской области Украины. Левый приток Днестра, в который впадает вблизи села Устье. Длина реки 83 км. Площадь водосборного бассейна 871 км². Уклон 2,1 м/км. Вода реки используется для технического водоснабжения.
Берёт начало у села Чагары. Главный приток, река Ничлавка, впадает в Ничлаву около села Яблунов. Место слияния рек Ничлавка и Ничлава находится между сёлами Колындяны и Давыдковцы. В месте слияния приток более полноводный, чем Ничлава. Протекает по территории Чортковского района Тернопольской области, в пределах Подольской возвышенности.

## Бассейн реки
В геоморфологическом отношении бассейн реки неоднороден. Верхняя и средняя части бассейна — волнистая равнина с широкими водоразделами, пологими склонами, немногочисленными балками. Долина реки корытообразная. Пойма реки двусторонняя, шириной 100—400 м, террасы отсутствуют.
Примерно от села Жилинцы долина реки приобретает U-образную форму, появляется первая терраса, пойма становится узкой. В речную долину выходит много оврагов и балок. Амплитуда высот между руслом и водоразделом в нижнем течении Ничлавы составляет 100—120 м, прослеживается вторая терраса.
В нижней части бассейна встречается много карстовых форм рельефа. Осуществляются противоэрозионные мероприятия (лесонасаждения, обвалование берегов и т. д.).

## Гидрологический режим
Для Ничлавы характерен следующий режим: зимняя межень, весеннее половодье, летняя межень, которая прерывается невысокими паводками с осенним поднятием уровня воды. Русло извилистое, шириной от 0,3-5,6 до 22 м, глубиной 0,2-1,7 м. Основной источник питания реки — атмосферные осадки. Меньшую роль играют талые и подземные воды, влияние последних на сток возрастает лишь в южной части бассейна.
Зимняя межень длится с середины ноября — начала декабря до середины марта. Ледовый покров неустойчив, в тёплые зимы оттепели вызывают незначительное (на 20-30 см) поднятие уровня воды. Весеннее половодье длится с апреля до середины мая, уровень воды может подниматься на 50-70 см. Летняя межень длится с августа до середины сентября, в это время уровень воды является самым низким за год. Осенние дожди вызывают незначительные поднятия уровня воды.

## Химический состав воды
Воды Ничлавы гидрокарбонатные, в нижней части русла — гидрокарбонатно-кальциевые (за счет влияния подземных вод). Минерализация в нижней части бассейна достигает 559 г/м³, во время паводков она несколько уменьшается.

## Притоки
Правые: Драпанка, Млынка, Ничлавка.
Левые: Цыганка.

## Населённые пункты
На реке расположены следующие населённые пункты (от истока к устью): Чагары, Крогулец, Коцюбинцы, Жабинцы, Пробежная, Великие Черноконцы, Давыдковцы, Тарнавка, Пилатковцы, Жилинцы, Лановцы, Верхняковцы, Борщёв, Высечка, Пищатинцы, Стрелковцы, Королёвка, Сковятин, Шишковцы, Худиивци, Бабинцы, Пилипче, Михалков, Устье.